# Pseudosinella chauvini
Pseudosinella chauvini is een springstaartensoort uit de familie van de Entomobryidae. De wetenschappelijke naam van de soort is voor het eerst geldig gepubliceerd in 1984 door Stomp & Gouze.